# Ankara Büyükşehir Belediyesi FOMGET Gençlik ve Spor Kulübü
L'Ankara Büyükşehir Belediyesi FOMGET, precedentemente Fomget Gençlik ve Spor, è una squadra di calcio femminile turca con sede ad Ankara, nel distretto di Mamak, e sponsorizzato dal comune metropolitano di Ankara.

## Storia
Dopo essere stato istituito nel 2009, l'allora Fomget Gençlik ve Spor venne iscritto alla divisione regionale, terzo livello del campionato turco di categoria, risultando squadra tra le più competitive del torneo terminando, nella sua prima stagione, al secondo posto dei play-off e guadagnando la promozione nella serie cadetta. Al termine della stagione 2010-2011 riesce a fare il doppio salto di categoria e accedere alla Kadınlar 1. Ligi, a quel tempo ancora primo livello, per il campionato 2011-2012.
L'impatto di un campionato più impegnativo ridimensiona la competitività della squadra che dopo essersi salvata chiudendo la Poule salvezza al quarto posto, nel successivo campionato, passato alla formula senza spareggio promozione-retrocessione, chiude al nono e penultimo posto retrocedendo in cadetteria. Disputa quindi le successive sei edizioni di Kadınlar 2. Ligi riuscendo a concludere il campionato 2018-2019 in prima posizione riguadagnando la massima divisione femminile turca.
Dopo la riforma del campionato e l'istituzione della Kadınlar Süper Ligi come primo livello nel 2021, il comune metropolitano di Ankara decise di sponsorizzare il club che da allora cambiò denominazione in quella attuale.
La squadra riesce a conquistare il suo primo titolo di Campione di Turchia al termine del campionato 2022-2023, dopo aver sconfitto le avversarie del Fenerbahçe nella combattuta finale dei play-off che hanno visto le vincitrici prima recuperare il gol di svantaggio in zona Cesarini e poi terminare l'incontro per 4-2 ai tempi supplementari.
La vittoria permette al FOMGET l'accesso alla UEFA Women's Champions League partendo dal primo turno di qualificazione dell'edizione 2023-2024 dove dopo la semifinale nel gruppo 7 persa 2-1 con le campionesse d'Islanda del Valur termina la sua prima esperienza internazionale con la netta vittoria per 6-0 sulle kosovare del Hajvalia.
La squadra termina il campionato 2023-2024 al secondo posto dietro il Galatasaray, con la nazionale macedone Armisa Kuč che vince la classifica marcatrici del torneo con 25 reti a pari merito con Yağmur Uraz del Fenerbahçe.
Il campionato successivo il club di Ankara bissa il successo nella conquista del titolo superando nuovamente il  Fenerbahçe in un combattuto torneo che la vede primeggiare solamente per 2 punti, titolo riconquistato anche grazie alla capacità realizzativa di Kuč che si riconferma maggiore marcatrice del tornao con 30 reti.

## Palmarès
- Campionato turco: 2

2022-2023, 2024-2025

## Organico

### Rosa 2024-2025
Rosa, ruoli e numeri di maglia come dal sito della Federcalcio turca, aggiornati al 4 maggio 2025.
| N. |                       | Ruolo | Calciatrice            |
| -- | --------------------- | ----- | ---------------------- |
| 1  | Turchia (bandiera)    | P     | Selda Akgöz (capitano) |
| 3  | Turchia (bandiera)    | D     | Beyza Kocatürk         |
| 6  | Turchia (bandiera)    | A     | Ebru Şahin             |
| 7  | Turchia (bandiera)    | C     | Başak İçinözbebek      |
| 8  | Finlandia (bandiera)  | C     | Sini Laaksonen         |
| 9  | Montenegro (bandiera) | A     | Armisa Kuč             |
| 10 | Montenegro (bandiera) | A     | Slađana Bulatović      |
| 11 | Brasile (bandiera)    | A     | Maria Alves            |
| 14 | Turchia (bandiera)    | P     | Bedriye Cam            |
| 17 | Turchia (bandiera)    | A     | Melike Özrürk          |
| 18 | Venezuela (bandiera)  | A     | Oriana Altuve          |
| 19 | Ghana (bandiera)      | A     | Abi Kim                |

| N. |                        | Ruolo | Calciatrice        |
| -- | ---------------------- | ----- | ------------------ |
| 20 | Serbia (bandiera)      | C     | Milica Mijatović   |
| 22 | Turchia (bandiera)     | D     | Medine Erkan       |
| 25 | Ucraina (bandiera)     | D     | Ljudmyla Šmatko    |
| 26 | Nigeria (bandiera)     | C     | Abideen Suliat     |
| 27 | Botswana (bandiera)    | C     | Keitumetse Dithebe |
| 28 | Turchia (bandiera)     | C     | Gülbin Hız         |
| 55 | Stati Uniti (bandiera) | D     | Heidi Ruth         |
| 30 | Turchia (bandiera)     | C     | Merve Nur Taşucu   |
| 77 | Ucraina (bandiera)     | A     | Ol'ha Ovdijčuk     |
| 86 | Turchia (bandiera)     | C     | Şehriban Dülek     |
| 93 | Brasile (bandiera)     | A     | Rafa Sudré         |
| 99 | Ucraina (bandiera)     | A     | Yana Derkach       |